# Мечиславув (Мазовецьке воєводство)
Мечиславув (пол. Mieczysławów) — село в Польщі, у гміні Зволень Зволенського повіту Мазовецького воєводства.
Населення — 378 осіб (2011).
У 1975-1998 роках село належало до Радомського воєводства.

## Демографія
Демографічна структура станом на 31 березня 2011 року:
|          | Загалом | Допрацездатний вік | Працездатний вік | Постпрацездатний вік |
| -------- | ------- | ------------------ | ---------------- | -------------------- |
| Чоловіки | 186     | 39                 | 132              | 15                   |
| Жінки    | 192     | 34                 | 107              | 51                   |
| Разом    | 378     | 73                 | 239              | 66                   |